# Gramicultura
A gramicultura refere-se ao estudo e cultivo de certas plantas gramíneas para fins paisagísticos, recreativos ou esportivos, em campos denominados gramados ou relvados.
As principais plantas utilizadas em gramados são algumas Poaceae (= Gramineae) que apresentam como características: hábito herbáceo, são perenes, têm crescimento vertical reduzido e crescimento horizontal prostrado, e apresentam produção de estolões, rizomas ou ambos, que permitem cobrir a superfície do solo.